# Frente de Libertação do Arquipélago da Madeira
A Frente de Libertação do Arquipélago da Madeira (FLAMA) foi uma organização separatista e paramilitar da Madeira, que perpetrou ataques terroristas no passado, nomeadamente ataques bombistas. O principal objetivo da FLAMA era a independência do arquipélago da Madeira em relação ao restante território de Portugal.
Estruturado em inícios de julho de 1974, a FLAMA levou a cabo ações armadas (atentados bombistas, chegando a matar um militar) nos anos 1975-1978, durante o período revolucionário que se seguiu ao golpe militar do 25 de abril de 1974. Após a Revolução dos Cravos, o regime político português mudou de uma ditadura autoritária (o Estado Novo) para uma democracia (a Terceira República), mas só após um período de transição de dois anos conhecido por PREC, caracterizado por tumultos sociais e disputas pelo poder entre as forças políticas (designadamente as mais radicais) da esquerda e da direita. Chegaram a criar uma moeda própria, o Zarco, uma bandeira e um hino.
Deste modo, as aspirações da FLAMA, consistiam mais numa reação política de direita, por parte de algumas das elites regionais, contra a natureza esquerdista e radical do golpe militar e dos seus principais atores, do que propriamente num verdadeiro objetivo separatista, por razões étnicas ou nacionalistas. Tal como nos Açores, agiam com a cumplicidade de alguns membros das autoridades. Após a normalização do sistema político português, a partir de 1976, e a autonomização dos arquipélagos portugueses atlânticos da Madeira e dos Açores (no qual também existia um movimento similar, a Frente de Libertação dos Açores), a FLAMA perdeu muita da sua importância e influência, o que fez com que se desvanecesse e desaparecesse.
Sobre o período do PREC, há eventos que nos permitem relativizar a importância do independentismo madeirense em relação ao açoriano, dada importância geo-estratégica internacional dos Açores. É notável que, a 30 de maio de 1975, um exilado Spínola (então golpista frustrado, já chefiando o Movimento Democrático de Libertação de Portugal e procurando quebrar o jugo gonçalvista e terminar o rumo ao poder dos comunistas portugueses e demais extrema-esquerda) viaja aos EUA, e surpreende ao declarar na volta o seu apoio aos objectivos dos independentistas açorianos; “se necessário, os Açores voltariam a ser a única parte livre da Nação até que se libertasse o continente". Mais tarde, quando um representante madeirense da comunidade luso-americana, Joseph E. Fernandes (dono da Fernandes Super Market, nascido José Rodrigues Fernandes, na Madeira), consegue dialogar a 9 de setembro de 1975 directamente com o próprio presidente Ford, o tópico da independência açoriana é falado (e descartado), mas a independência madeirense não é sequer referida, denotando uma maior relevância neste contexto do também malfadado independentismo açoriano.
Alegadamente, um dos seus mais famosos ativistas foi Alberto João Jardim[carece de fontes?], figura controversa, antigo presidente do Governo Regional da Região Autónoma da Madeira, ex-líder regional do PSD e antigo vice-presidente do Partido Popular Europeu.
Em 2011, o grupo alegadamente "ressurgiu" ás mãos de alguns dos antigos fundadores, que se expressaram através da rede social Facebook, no mesmo ano onde, no Dia da Região Autónoma da Madeira, foram espalhadas bandeiras da organização pelo arquipélago. Atualmente, são visualizadas ações ocasionais de apoiantes do movimento inativo, que hasteiam bandeiras da FLAMA em regiões do arquipélago, como forma de protesto.

## Membros do diretório
- João Batista de Sá[carece de fontes?]
- João Costa Miranda[12]
- Daniel Drumond[12]

## Cronologia
- 1975, 21 de setembro — ataque ao presidente do Sindicato Livre dos Operários da Construção Civil do Funchal.
- 1975, 7 de outubro — ocupação das instalações da Emissora Nacional na Madeira.[13]
- 1975, 13 de novembro — atentado sobre um NorAtlas da Força Aérea Portuguesa, no aeroporto da freguesia de Água de Pena, Madeira.[14][15]
- 1977, 30 de junho — incidentes durante a visita oficial de Ramalho Eanes à Madeira.[16]
- 2009, 25 de abril — foram hasteadas várias bandeiras da FLAMA no arquipélago da Madeira.[6][9]
- 2011, 1 de julho — foram hasteadas várias bandeiras da FLAMA no arquipélago da Madeira.[7][8][11]
- 2019, 1 de julho — foram hasteadas várias bandeiras do FLAMA no arquipélago da Madeira.[10]